# 토머스 필립스
토마스 스펜서 배건 필립스(Thomas Spencer Vaughan Phillips, 1888년 2월 19일 ~ 1941년 12월 10일)는 영국의 군인이다.
팰머스 펜덴니스 성 출생으로 1903년 해군에 입대해 우등생으로 졸업했고 1938년 구축함대 사령을 역임하고 1939년 군령차관으로 임명된다. 1941년 해군대장으로 승진해 11월 29일 항공기로 싱가포르에 도착, 12월 2일에는 동양함대 사령관으로 취임한다. 전함 프린스 오브 웨일스에 탑승하여 막료함으로 순양전함 레펄스를 이끌고 싱가포르를 출항했다
원래 항공모함 인더미테이블 호 외 순양함, 구축함 수 척이 더 따를 예정이었지만 인더미테이블 호는 버뮤다 해역에서 좌초되고 다름 함선도 수리 중이라 고속항진이 불가능했다. 프린스 오브 웨일즈는 일본군의 잠수함에 포착되어 사이공 등지에서 발진한 일본군 항공대의 공격을 받고 1941년 12월 10일 오후 2시 50분 침몰했다. 이를 말레이 해전이라고 한다.
필립스 대장은 "No thank you."라 말하며 존 리치 함장과 함께 참모진의 퇴함요구를 거부했고 울면서 떠나는 참모진을 뒤로한 채 프린스 오브 웨일즈와 바닷속으로 사라져 운명을 달리했다.